# Campeonato Mundial de Karate de 2010

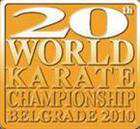
Logo de torneo.

El Campeonato Mundial de Karate de 2010 fue la versión número 20 del torneo más importante del karate a nivel mundial. Este evento se realizó en la ciudad de Belgrado, Serbia, entre el 27 y el 31 de octubre de 2010. Un total de 876 karatecas de 88 países participaron en este campeonato mundial, en donde los deportistas locales se ubicaron primeros en el medallero. 

## Ganadores

### Masculino
| Evento             | Oro | Plata | Bronce |
| ------------------ | --- | --- | --- |
| Kata individual    | Antonio Díaz · Venezuela ·                                                                                              | Luca Valdesi · Italia ·                                                                                         | Itaru Oki Japón |
| Kata individual    | Antonio Díaz · Venezuela ·                                                                                              | Luca Valdesi · Italia ·                                                                                         | Akio Tamashiro · Perú · |
| Kata por equipos   | Italia · Luca Valdesi · Vincenzo Figuccio · Lucio Maurino                                                               | Japón Itaru Oki Takumi Hasegawa Masashi Ogihara                                                                 | Perú · Akio Tamashiro · Jimmy Moreno · Hafid Zevallos                                                                         |
| Kata por equipos   | Italia · Luca Valdesi · Vincenzo Figuccio · Lucio Maurino                                                               | Japón Itaru Oki Takumi Hasegawa Masashi Ogihara                                                                 | España · Fernando San José · Damián Quintero Capdevila · Francisco Salazar                                                    |
| Kumite −60 kg      | Douglas Brose · Brasil ·                                                                                                | Michele Giuliani · Italia ·                                                                                     | Matías Gómez · España · |
| Kumite −60 kg      | Douglas Brose · Brasil ·                                                                                                | Michele Giuliani · Italia ·                                                                                     | Kalvis Kalniņš Letonia |
| Kumite −67 kg      | Dimitrios Triantafyllis · Grecia ·                                                                                      | Hamed Ziksari Irán                                                                                              | Ádám Kovács · Hungría · |
| Kumite −67 kg      | Dimitrios Triantafyllis · Grecia ·                                                                                      | Hamed Ziksari Irán                                                                                              | Shinji Nagaki Japón |
| Kumite −75 kg      | Rafael Aghayev Azerbaiyán                                                                                               | Luigi Busà · Italia ·                                                                                           | Nermin Potur Bosnia y Herzegovina                                                                                             |
| Kumite −75 kg      | Rafael Aghayev Azerbaiyán                                                                                               | Luigi Busà · Italia ·                                                                                           | Miloš Jovanović Serbia |
| Kumite −84 kg      | Slobodan Bitević Serbia                                                                                                 | Yavuz Karamollaoğlu Turquía                                                                                     | Ludovic Cacheux Francia |
| Kumite −84 kg      | Slobodan Bitević Serbia                                                                                                 | Yavuz Karamollaoğlu Turquía                                                                                     | Islamutdin Eldarushev · Rusia ·                                                                                               |
| Kumite +84 kg      | Dejan Umičević Serbia                                                                                                   | Mohanad Magdy · Egipto ·                                                                                        | Shahin Atamov Azerbaiyán |
| Kumite +84 kg      | Dejan Umičević Serbia                                                                                                   | Mohanad Magdy · Egipto ·                                                                                        | Žarko Arsovski Macedonia del Norte                                                                                            |
| Kumite por equipos | Serbia Miloš Jovanović Miloš Živković Dejan Umičević Dimitrije Jerković Slobodan Bitević Miloš Vuković Nikola Jovanović | Azerbaiyán Rashad Huseynov Rafael Aghayev Amal Atayev Shahin Atamov Israfil Shirinov Sanan Aliyev Niyazi Aliyev | Bosnia y Herzegovina Admir Zukan Tarik Lušija Oliver Mandarić Alem Kupusović Mate Odak Nermin Potur Adnan Adilović            |
| Kumite por equipos | Serbia Miloš Jovanović Miloš Živković Dejan Umičević Dimitrije Jerković Slobodan Bitević Miloš Vuković Nikola Jovanović | Azerbaiyán Rashad Huseynov Rafael Aghayev Amal Atayev Shahin Atamov Israfil Shirinov Sanan Aliyev Niyazi Aliyev | Egipto · Mohamed Abdelrahman · Sayed Salem · Mohanad Magdy · Hany Shakr · Ossama Abdelaziz · Tamer Abdelraouf · Mohamed Gamal |

### Femenino
| Evento           | Oro                                                                | Plata                                                                      | Bronce                                                                  |
| ---------------- | ------------------------------------------------------------------ | -------------------------------------------------------------------------- | ----------------------------------------------------------------------- |
| Kata individual  | Johana Sánchez · Venezuela ·                                       | Nguyễn Hoàng Ngân Vietnam                                                  | Mirna Šenjug · Croacia ·                                                |
| Kata individual  | Johana Sánchez · Venezuela ·                                       | Nguyễn Hoàng Ngân Vietnam                                                  | Rika Usami Japón                                                        |
| Kata por equipos | Japón Kazuyo Inoue Yoko Kimura Fumi Sakai                          | Vietnam Nguyễn Hoàng Ngân Nguyễn Thanh Hằng Đỗ Thị Thu Hà                  | Italia · Sara Battaglia · Viviana Bottaro · Michela Pezzetti            |
| Kata por equipos | Japón Kazuyo Inoue Yoko Kimura Fumi Sakai                          | Vietnam Nguyễn Hoàng Ngân Nguyễn Thanh Hằng Đỗ Thị Thu Hà                  | España · Fátima de Acuña · Ruth Jiménez · Yaiza Martín                  |
| Kumite −50 kg    | Li Hong China                                                      | Betty Aquilina Francia                                                     | Cheili González · Guatemala ·                                           |
| Kumite −50 kg    | Li Hong China                                                      | Betty Aquilina Francia                                                     | Tyler Wolfe Estados Unidos                                              |
| Kumite −55 kg    | Miki Kobayashi Japón                                               | Sara Cardin · Italia ·                                                     | Jelena Kovačević · Croacia ·                                            |
| Kumite −55 kg    | Miki Kobayashi Japón                                               | Sara Cardin · Italia ·                                                     | Shannon Nishi Estados Unidos                                            |
| Kumite −61 kg    | Kristina Mah Australia                                             | Lolita Dona Francia                                                        | Natalie Williams Inglaterra                                             |
| Kumite −61 kg    | Kristina Mah Australia                                             | Lolita Dona Francia                                                        | Diana Schwab · Suiza ·                                                  |
| Kumite −68 kg    | Yadira Lira · México ·                                             | Asumi Ishizuka Japón                                                       | Irene Colomar · España ·                                                |
| Kumite −68 kg    | Yadira Lira · México ·                                             | Asumi Ishizuka Japón                                                       | Hafsa Şeyda Burucu Turquía                                              |
| Kumite +68 kg    | Greta Vitelli · Italia ·                                           | Nadège Aït-Ibrahim Francia                                                 | Merima Softić Bosnia y Herzegovina                                      |
| Kumite +68 kg    | Greta Vitelli · Italia ·                                           | Nadège Aït-Ibrahim Francia                                                 | Tang Lingling China                                                     |
| Team kumite      | Francia Tiffany Fanjat Lolita Dona Alexandra Recchia Ruth Soufflet | España · Cristina Feo · Cristina Vizcaíno · Irene Colomar · Carmen Vicente | Croacia · Maša Martinović · Azra Saleš · Ana-Marija Čelan · Ivona Tubić |
| Team kumite      | Francia Tiffany Fanjat Lolita Dona Alexandra Recchia Ruth Soufflet | España · Cristina Feo · Cristina Vizcaíno · Irene Colomar · Carmen Vicente | Estados Unidos Elisa Au-Fonseca Shannon Nishi Ashley Hill Cheryl Murphy |

## Medallero
| Núm.  | País                 | Oro | Plata | Bronce | Total |
| ----- | -------------------- | --- | ----- | ------ | ----- |
| 1     | Serbia               | 3   | 0     | 1      | 4     |
| 2     | Italia               | 2   | 4     | 1      | 7     |
| 3     | Japón                | 2   | 2     | 3      | 7     |
| 4     | Venezuela            | 2   | 0     | 0      | 2     |
| 5     | Francia              | 1   | 3     | 1      | 5     |
| 6     | Azerbaiyán           | 1   | 1     | 1      | 3     |
| 7     | China                | 1   | 0     | 1      | 2     |
| 8     | Australia            | 1   | 0     | 0      | 1     |
| 8     | Brasil               | 1   | 0     | 0      | 1     |
| 8     | Grecia               | 1   | 0     | 0      | 1     |
| 8     | México               | 1   | 0     | 0      | 1     |
| 12    | Vietnam              | 0   | 2     | 0      | 2     |
| 13    | España               | 0   | 1     | 4      | 5     |
| 14    | Egipto               | 0   | 1     | 1      | 2     |
| 14    | Turquía              | 0   | 1     | 1      | 2     |
| 16    | Irán                 | 0   | 1     | 0      | 1     |
| 17    | Bosnia y Herzegovina | 0   | 0     | 3      | 3     |
| 17    | Croacia              | 0   | 0     | 3      | 3     |
| 17    | Estados Unidos       | 0   | 0     | 3      | 3     |
| 20    | Perú                 | 0   | 0     | 2      | 2     |
| 21    | Inglaterra           | 0   | 0     | 1      | 1     |
| 21    | Guatemala            | 0   | 0     | 1      | 1     |
| 21    | Hungría              | 0   | 0     | 1      | 1     |
| 21    | Letonia              | 0   | 0     | 1      | 1     |
| 21    | Macedonia del Norte  | 0   | 0     | 1      | 1     |
| 21    | Rusia                | 0   | 0     | 1      | 1     |
| 21    | Suiza                | 0   | 0     | 1      | 1     |
| Total | Total                | 16  | 16    | 32     | 64    |